# Puchar Polski w koszykówce mężczyzn 1973/1974
Puchar Polski w Koszykówce Mężczyzn 1974 – 20. edycja Pucharu Polski w koszykówce mężczyzn, rozegrana w dniach 5–7 kwietnia 1974 w Białymstoku w formule 4-drużynowego turnieju finałowego. Triumfowała Resovia Rzeszów, wygrywając wszystkie trzy spotkania.

## Tabela końcowa
1. Resovia Rzeszów 3 3 0 264:209
2. AZS Warszawa	3 2	1 254:236
3. Wisła Kraków 3 1 2 213:246
4. Wybrzeże Gdańsk 3 0 3 236:276

## Nagrody
- Najlepszy zawodnik turnieju: Zdzisław Myrda (Resovia)
- Najlepszy rozgrywający turnieju: Franciszek Niemiec (Resovia)
- Najskuteczniejszy zawodnik turnieju: Kalinowski (AZS Warszawa)